# Karl Konrad Bauer
Karl Konrad Bauer (* 8. März 1910 in Wien-Lichtental; † 3. Juli 1984 in Salzburg) war ein österreichischer Sportfunktionär, nationalsozialistischer Aktivist und Verleger.

## Leben
Bauer, Sohn eines Gastwirts, stieß schon in seiner Jugendzeit zu den Nationalsozialisten und engagierte sich in der Hitlerjugend. Gleichzeitig war er seit 1924 im Deutschen Turnerbund, einer Vorfeldorganisation der NSDAP in Österreich und im Deutschen Schulverein aktiv, wo er 1931 zum Schulungsleiter für Wien wurde. Dort er versuchte er die nationalsozialistische Weltanschauung zu verbreiten. Zum 1. Juni 1931 trat er in die NSDAP ein (Mitgliedsnummer 510.704).
Innerhalb des Turnerbundes wurde Bauer 1936 ehrenamtlicher Leiter der verbandseigenen Buchhandlung und 1938 Redakteur der Verbandszeitschrift Der Turner. In der illegalen österreichischen NSDAP war er im NSDStB „Außenleiter der deutschen Studentenschaft“.
Als nach dem „Anschluss“ Österreichs die Verlagswelt „arisiert“ wurde, übernahm – vermutlich auf Initiative von Odilo Globocnik – Karl Bauer zusammen mit Ernst Sopper den Adolf Luser Verlag, der unter dem Namen „Wiener Verlagsgesellschaft mbH“, dann „Wiener Verlag Ernst Sopper & Karl Bauer“ firmierte. Massive finanzielle Unterstützung erhielt der Verlag von der Deutschen Arbeitsfront. Er galt als „kriegswirtschaftlich wichtiger Betrieb“ und wurde bei Materiallieferungen bevorzugt. 1938 wurde er vom Reichssportführer zum Gaudietwart des Gaues XVII, Ostmark, des Deutschen Reichsbundes für Leibesübungen ernannt. 1940 wurde Bauer Mitglied des Künstlerhauses Wien.
Nach Ende des Zweiten Weltkrieges wurde Bauer wegen der „Arisierung“ des Adolf Luser Verlages angeklagt, jedoch 1947 freigesprochen. Kurze Zeit später begann Bauer erneut sich in nationalistischem Sinne zu betätigen und gründete 1948 den „Mont Blanc Verlag“ – dieser publizierte Bücher von u. a. Maria Grengg, Josef Nadler, Heinrich von Srbik, Franz Spunda, Max Mell und Kurt Ziesel. Wirtschaftlicher Erfolg blieb dieser Unternehmung jedoch versagt.